# Модър-Царевец (подлез)
Подлез „Модър - Царевец“ е подлез в Пловдив, свързващ улиците „Модър“ и „Царевец“, и преминава под жп линия София - Пловдив. През него минава най-кратият маршрут за връзка между частите на район „Западен“, разделени от жп линията и район „Южен“.

## История
Идеен проект за изграждане на връзка между улиците „Модър“ и „Царевец“, разположени на юг и север от железопътната линия „София-Пловдив“ е залегнал в концепцията от 2013 г. за обосовяване на вътрешно градски алтернативни маршрути. Съоръжението е част от Южната тангента.
Изграждането на подлеза започва през 2021 г. и е планирано да завърши през 2024 г. Проектът ще бъде реализиран в три етапа.
Първият етап включва удвояване на платното на „Модър“. То ще бъде две по 7,5 m плюс разделител от 2 m и тротоари от двете страни. В бъдеще в западната част ще има и велоалея, която да продължи през булевард „Александър Стамболийски“ и да се свърже с „Цар Симеон“ в „Тракия“. Вторият етап включва строителството на някои от елементите за удвояването на ул. „Царевец“ до бул. „Свобода“, ремонт на бул. „Хаджи Димитър“ до прелеза, развитие на велоалеята към „Пещерско шосе“ и бул. „Свобода“ и др. В третия етап е изграждане на същинския подлез, успоредно на трасето ще има проходи, за пешеходно движение, съответно със стълбища за инвалиди и асансьори.
Строителните работи на първия етап започват в началото на януари 2021 от фирма „Драгиев и ко“, която спечели търга за строеж на подлез през лятото на 2020 г. за стойност 11,5 млн. лв. Пробивът е окончателно завършен в края на месец март през 2024 година, но движението на автомобили е пуснато чак в средата на юни.

## Характеристики
Шлицовите стени в подлеза ще са високи 10 m.